# فورتی
فورتی (به ایتالیایی: Furtei) یک کومونه در ایتالیا است که در استان مدیو کامپیدانو واقع شده‌است.

## خصوصیات
این منطقه ۲۶٫۱ کیلومترمربع مساحت و ۱٬۶۵۷ نفر جمعیت دارد و ۹۰ متر بالاتر از سطح دریا واقع شده‌است.